# Le Chien des Baskerville (téléfilm, 1983)
Pour les articles homonymes, voir Le Chien des Baskerville (homonymie).
Pour plus de détails, voir Fiche technique et Distribution.
Sherlock Holmes : Le Chien des Baskerville (Sir Arthur Conan Doyle's The Hound of the Baskervilles) est un téléfilm britannique de Douglas Hickox, diffusé en 1983.

## Synopsis
Sir Charles Baskerville se trouve à l'extérieur de son manoir situé dans le Dartmoor et attend une personne qui ne vient pas. Effrayé par les hurlements d'un chien, il se réfugie dans sa verrière. La silhouette d'une bête effrayante passe devant l'une des vitres : Sir Charles décède d'un arrêt cardiaque provoqué par le choc de cette vision. Son corps est retrouvé par les domestiques.
Au 221B Baker Street, Sherlock Holmes reçoit la visite du docteur Mortimer, ami et médecin de Sir Charles. Le visiteur demande au détective de mener l'enquête sur ce décès qui semble lié à une ancienne légende qui hante la famille Baskerville depuis plusieurs générations. Cette légende apparaît au spectateur sous la forme d'un flashback. Un lointain ancêtre de Sir Charles, Hugo Baskerville, homme démoniaque, mourut en étant attaqué par un chien. Depuis, la famille est maudite. Le médecin demande également à Sherlock Holmes de protéger Sir Henry Baskerville, seul héritier de Sir Charles venu des États-Unis pour prendre la succession de son ancêtre. Le détective accepte.
Sir Henry, arrivé à l'hôtel Northumberland de Londres, reçoit une lettre de menaces l'incitant à ne pas se rendre au manoir des Baskerville, puis se fait voler deux bottes issues de deux paires différentes. Dans une rue, Holmes remarque que Sir Henry est suivi par un fiacre dans lequel se trouve un homme barbu : de justesse, il sauve la vie de Sir Henry alors que celui-ci était dans le viseur d'une arme à feu. Malgré les sérieuses menaces dont il est la cible, Sir Henry décide de se rendre à Baskerville Hall avec le docteur Mortimer. Holmes, retenu par une autre affaire, décide que le docteur Watson accompagnera les deux hommes.
Aux abords du Dartmoor, la calèche des trois voyageurs est arrêtée par la police qui recherche un évadé de prison, Selden. Pendant que la calèche est fouillée, Watson se rend au pub du village où il rencontre l'inspecteur Lestrade, en mission pour retrouver Selden. Au même endroit se trouve Geoffrey Lyons, un rustre qui porte une barbe semblable à celle de l'inconnu du fiacre à Londres. Watson en fait son principal suspect.
Arrivés au manoir, les trois hommes rencontrent les domestiques. Barrymore, le majordome, ne tarde pas à découvrir dans la cheminée un message partiellement brûlé, daté du jour de la mort de Sir Charles, fixant à ce dernier un rendez-vous aux abords du manoir. Le message étant signé « L.L. », Barrymore estime que son auteur est Laura Lyons, la femme de Geoffrey Lyons. Watson tente de se rendre chez elle mais est mis à la porte par Geoffrey. Sur le chemin de retour, Watson est importuné par un bohémien. Jack Stapleton, un naturaliste habitant les environs, lui vient en aide. Stapleton, qui connaît bien le docteur Mortimer, propose à Watson de venir dîner chez lui avec Sir Henry pour rencontrer sa sœur Beryl. Celle-ci fait par hasard la rencontre de Sir Henry au même moment lors d'une promenade. Beryl met en garde Sir Henry contre les dangers de la lande et lui conseille de quitter les lieux, laissant Sir Henry interloqué par cet avertissement. Le soir, au manoir, Sir Henry et Watson découvrent que la femme du majordome Barrymore communique par signaux lumineux avec un inconnu qui se trouve sur la lande. Ils s'aventurent au-dehors pour découvrir l'interlocuteur de la domestique. L'homme, menaçant, se trouve sur un tertre inatteignable. Watson parvient seulement à le blesser d'un tir de pistolet sans avoir pu l'approcher.
Le lendemain, Watson et Sir Henry se rendent chez les Stapleton. Des sentiments réciproques naissent entre Beryl et Sir Henry. Au cours des jours suivants, Jack Stapleton surprend les deux amants en train de s'embrasser sur la lande. Sous le coup de la colère, il ordonne à sa sœur de le rejoindre et provoque une altercation avec Sir Henry. Peu après, Stapleton vient néanmoins présenter ses excuses à Sir Henry et lui propose de venir à nouveau dîner chez lui dans les jours suivants. Le soir-même, Watson découvre sur la lande le lieu où réside le bohémien qui l'avait importuné. En y entrant, il découvre que ce bohémien n'est autre que Sherlock Holmes déguisé. Au même moment, Sir Henry se rend à pied chez le docteur Mortimer. Sur le trajet, des hurlements de chien puis des cris se font entendre. Craignant pour leur protégé, Holmes et Watson se précipitent au-dehors et assistent à l'attaque d'un chien lumineux sur un homme qui chute d'un tertre et décède sur le coup. Il s'agit de Selden, que Watson avait précédemment blessé. Sa veste, qui appartenait à Sir Henry, comporte des traces de phosphore. Holmes souligne que Sir Henry a eu de la chance que la victime ait porté cette veste : le chien avait été dressé pour reconnaître l'odeur de Sir Henry grâce au vol de ses bottes, et a attaqué la mauvaise personne. Selden était le frère de madame Barrymore : celle-ci communiquait avec lui et lui avait donné des habits du maître de maison.
Le lendemain, Holmes et Watson se rendent chez Laura Lyons qui, par chance, se trouve seule. Le jeune femme reconnaît avoir eu une liaison avec Sir Charles et être l'auteure du message trouvé par Barrymore dans la cheminée. Elle affirme toutefois ne pas s'être rendue au rendez-vous qu'elle avait fixé, du fait que son mari avait découvert leur liaison entre-temps. Pour Watson, Geoffrey Lyons est le coupable idéal, mais Holmes considère que le meurtre n'a pas pu être commis par jalousie, puisque le meurtrier ne s'en prendrait pas également à Sir Henry. Au cours de la nuit, un homme s'introduit chez les Lyons et tue Laura dans son lit. Geoffrey Lyons, qui clame son innocence, est arrêté le lendemain matin pour le meurtre de sa femme.
Holmes, accompagné de Watson, laisse croire que l'affaire est close à la suite de cette arrestation et simule son départ pour Londres. Les deux hommes restent en réalité sur la lande. Le soir-même, Holmes, qui suspecte Stapleton, se rend aux abords de la maison de ce dernier où a lieu le second dîner avec Sir Henry. Peu après que celui-ci quitte la maison, les hurlements d'un chien se font entendre. Holmes intervient juste à temps pour empêcher la bête d'attaquer Sir Henry et Watson abat le molosse d'un coup de revolver. Dans la maison des Stapleton, les deux hommes découvrent Beryl Stapleton ligotée dans la cave. Celle-ci avoue que Jack Stapleton est un dangereux criminel et que ses efforts pour avertir Sir Henry sont restés vains. Elle mène les deux hommes à la cachette où était retenu le chien qui servait à attaquer les victimes. Jack Stapleton les attend non loin. Des échanges de coup de feu ont lieu avec Holmes : Stapleton tente de s'enfuir à travers la lande, mais un faux pas l'entraîne dans un bourbier. Le meurtrier périt noyé.
Le lendemain au manoir, Holmes, Watson, Beryl et Sir Henry discutent pour obtenir les explications finales. Stapleton était en réalité le neveu de Sir Charles et le cousin de Sir Henry. Il souhaitait réclamer l'héritage familial après avoir tué les autres membres de la famille. Beryl était sa femme, qu'il faisait passer pour sa sœur. Celle-ci affirme s'être opposée aux sinistres projets de son défunt mari, mais avoir subi des maltraitances pour garder le silence. Sir Henry la réconforte : leurs sentiments réciproques n'ont pas été affectés par ces mésaventures.

## Fiche technique
- Titre français : Sherlock Holmes : Le Chien des Baskerville[1],[2]
- Titre original : Sir Arthur Conan Doyle's The Hound of the Baskervilles
- Réalisation : Douglas Hickox
- Scénario : Charles Edward Pogue, d'après le roman Le Chien des Baskerville d'Arthur Conan Doyle
- Décors : Michael Stringer
- Costumes : Julie Harris
- Photographie : Ronnie Taylor
- Montage : Malcolm Cooke
- Musique : Michael J. Lewis
- Production : Otto Plaschkes
- Production associée : Eric Rattray, Alan Rosefielde
- Production exécutive : Sy Weintraub
- Société de production : Mapleton Films
- Société de distribution : Zia Film Distribution
- Pays d’origine :  Royaume-Uni
- Langue originale : anglais
- Format : couleur — 35 mm — 1,33:1 — son Mono
- Genre : policier
- Durée : 100 minutes
- Date de diffusion :  États-Unis : 3 novembre 1983

## Distribution
- Ian Richardson : Sherlock Holmes
- Donald Churchill : Docteur Watson
- Denholm Elliott : Docteur Mortimer
- Glynis Barber : Beryl Stapleton
- Brian Blessed : Geoffrey Lyons
- Eleanor Bron : Mrs Barrymore
- Edward Judd : Barrymore
- Ronald Lacey : Inspecteur Lestrade
- Martin Shaw : Sir Henry Baskerville
- Connie Booth : Laura Lyons
- Michael Burrell : le propriétaire du magasin
- Cindy O'Callaghan : la servante
- Peter Rutherford : Selden
- Francesca Gonshaw : la jeune fille
- David Langton : Sir Charles Baskerville
- Nicholas Clay : Jack Stapleton / Sir Hugo Baskerville / l'homme barbu